# 안드레아스 슈뢰더 (레슬링 선수)
안드레아스 슈뢰더(독일어: Andreas Schröder, 1960년 7월 8일~)는 독일의 레슬링 선수, 지도자이다. 1988년, 1992년 하계 올림픽에 참가하였으며 1988년 대회에서 자유형 슈퍼헤비급 동메달을 획득했다. 또한 세계 선수권 대회에서 금메달 1개, 은메달 1개, 동메달 2개, 유럽 선수권 대회에서 금메달 4개, 은메달 1개, 동메달 2개를 획득했다.